# Жан Антоан Удон
Жан-Антоан Удон (на френски: Jean-Antoine Houdon) е френски скулптор.

## Биография
През 1761 г. е удостоен с Римската премия на Кралската художествена академия и остава в Италия 3 години, през които цялото му същество се пропива от античното ваятелство. В Париж се връща през 1768 г. На Салона от 1777 г. представя гипсова статуя на „Диана ловджийка“ – съвършена гола, с грациозен и чувствен силует. „Надгробен паметник на граф Д'Енри“ (1781) издава влечението му към неокласицизма. Но славата му, надхвърляща предалите на Европа, идва най-вече с галерията от портрети на негови съвременници. Творецът безпогрешно съумява да постигне прилика с моделите си, вниква в тяхната психолигия, подчертава мястото им в обществото. „Дени Дидро“ (1771), „Бенджамин Франклин“ (1778), „Джордж Вашингтон“ (1786), когото скулптира с Съединените щати, „Жан-Жак Русо“ (1778) са все шедьорви. Удон борави еднакво сполучливо с глината, както и с мрамора и бронза, подчинява маниера на изобразяване на вкусовете на клиентите си, играейки с прическата и облеклото, представя ги или в античен стил, или в традиционен костюм, „по френски“. В детските му портрети, интимни и непринудени, изпъкват свежестта и крехкостта на детството, което личи особено от прочутите „Деца на архитект Александър Броняр“ – приятел на скулптура.  Калоян е змей